# Marca Futsal
El Marca Futsal fue un equipo italiano de fútbol sala de la ciudad de Castelfranco Veneto, provincia de Treviso. Disputaba sus partidos como local en el estadio PalaMazzalovo de Montebelluna. Fue fundado en 1997 y refundado en 2005; desapareció en 2014. Jugó siete temporadas en la Serie A de la Divisione Calcio a 5, ganando dos veces el Scudetto.

## Palmarés
- Campeón de Serie A 2010/2011, 2012/2013
- Copa Italia 2009/2010
- Supercopa Italiana 2010, 2011
- Campeón de Serie A2 2006/2007
- Campeonato Nacional Allievi 2012/2013